# دودة شعرية
الدودة الشعرية أو الشعرينة أو الترخينة أو دودة الخنزير أو دودة تريكينا دودة صغيرة مستديرة تُسبِّب مرض الخيطيات وهي من الطفيليات، أي أنها تعيش وتتغذى من الحيوانات الأخرى.

## الإصابة
وتصيب الدودة الشعرية بني البشرة، والحيوانات الأخرى، وبخاصة الخنازير والدببة والجرذان. وتنشأ معظم إصابات الدودة الشعرية من أكل لحم الخنزير المصاب الذي لم يطبخ طبخًا كافيًا. أما في الخنازير والدببة والجرذان فهي تنشأ عادة عن أكل اللحم المصاب والفضلات الملوثة.
تعيش اليرقات في طورها المبكّر في أكياس صغيرة مجهرية تكمن في عضلات الحيوان المصاب في الصدر والرقبة وإذا قُدر للحيوان المصاب أن يعيش، فقد تتقلب الأكياس وتموت اليرقات، ولكن في بعض الأحيان تذبح الخنازير والحيوانات الأخرى المصابة من أجل لحمها. وفي مثل هذه الحالات يمكن قتل اليرقات بطبخ اللحم طبخًا كاملًا أو تجميده. وإذا لم يتم قتل اليرقات، ثم أكل اللحم، فإن اليرقات تتحرر من الأكياس خلال عملية الهضم. وعندئذ تتعلق بأمعاء الشخص الذي يأكل اللحم. وتصبح ديدانًا مكتملة النمو في ثلاثة أيام أو أربعة. ويبلغ طول أكبرها 6ملم فقط. وتختبئ الإناث البالغة في جدران الأمعاء حيث تنتج كميات كبيرة من اليرقات النشطة. وتدخل اليرقات الدم، فتنتقل إلى أجزاء كثيرة من الجسم. وفي النهاية تترك الدم وتكون أكياسًا جديدة في العضلات.
يحمل بعض الناس الديدان الشعرية في أجسامهم لعدة سنوات، دون أن يعانوا من أعراض شديدة. لكن قد تُهيِّج الديدان الأمعاء، وتسبب الإسهال، والغثيان، والقيء عند أناس آخرين. وحينما تمر الدودة إلى الدم ينشأ شعور بالحمى والصداع والآلام العضلية. وبعد أن تصل العضلات، تُسبب تورم الوجه، وأجزاء أخرى من الجسم، وكذلك تُسبب نزفًا تحت الجلد. وقد تضع الديدان أكياسها في الحجاب الحاجز، وتجعل التنفس مؤلمًا. غير أن المرض قلما يكون قاتلًا.

## الوقاية

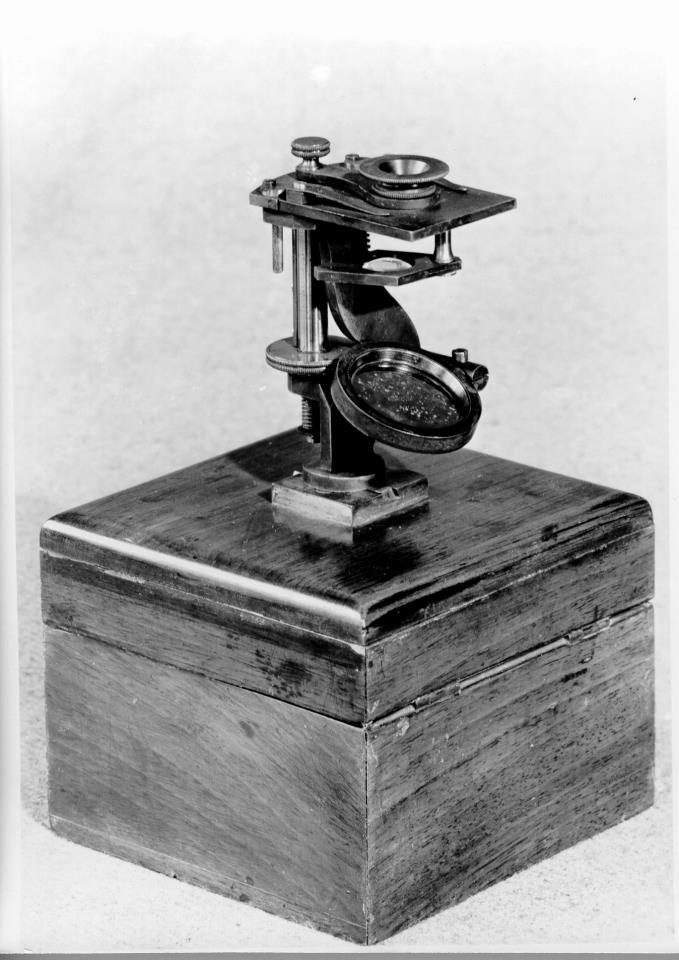

وتشمل الوقاية من الدودة الشعرية عدة خطوات. فقد يحتوي اللحم على الديدان الشعرية، وحينئذ لابد من طبخه جيدا وعلى من يعبئون اللحم أن يجمدوه بقصد قتل أي ديدان يحملها. ويكون عدد الإصابات بالديدان الشعرية قليلًا في الأماكن التي تتبع فيها الإجراءات الوقائية.